# Битва при Андхуде
Би́тва при Андху́де (или Андху́е), также известная как Андху́дская катастро́фа — крупное сражение, произошедшее в 1204 году на берегу реки Окс (ныне — Амударья) недалеко от города Андхуд (ныне — Андхой, Афганистан) между силами Гуридского султаната под командованием султана Мухаммада Гури и объединёнными войсками Хорезмшахской империи под командованием шаха Мухаммеда II, Каракитайского и Западно-Караханидского ханств под командованием генерала Тайанку и хана Усмана ибн Ибрагима соответственно, завершившееся решительной победой последних, хотя Мухаммаду Гури удалось избежать плена ценой большого выкупа.

## Предыстория

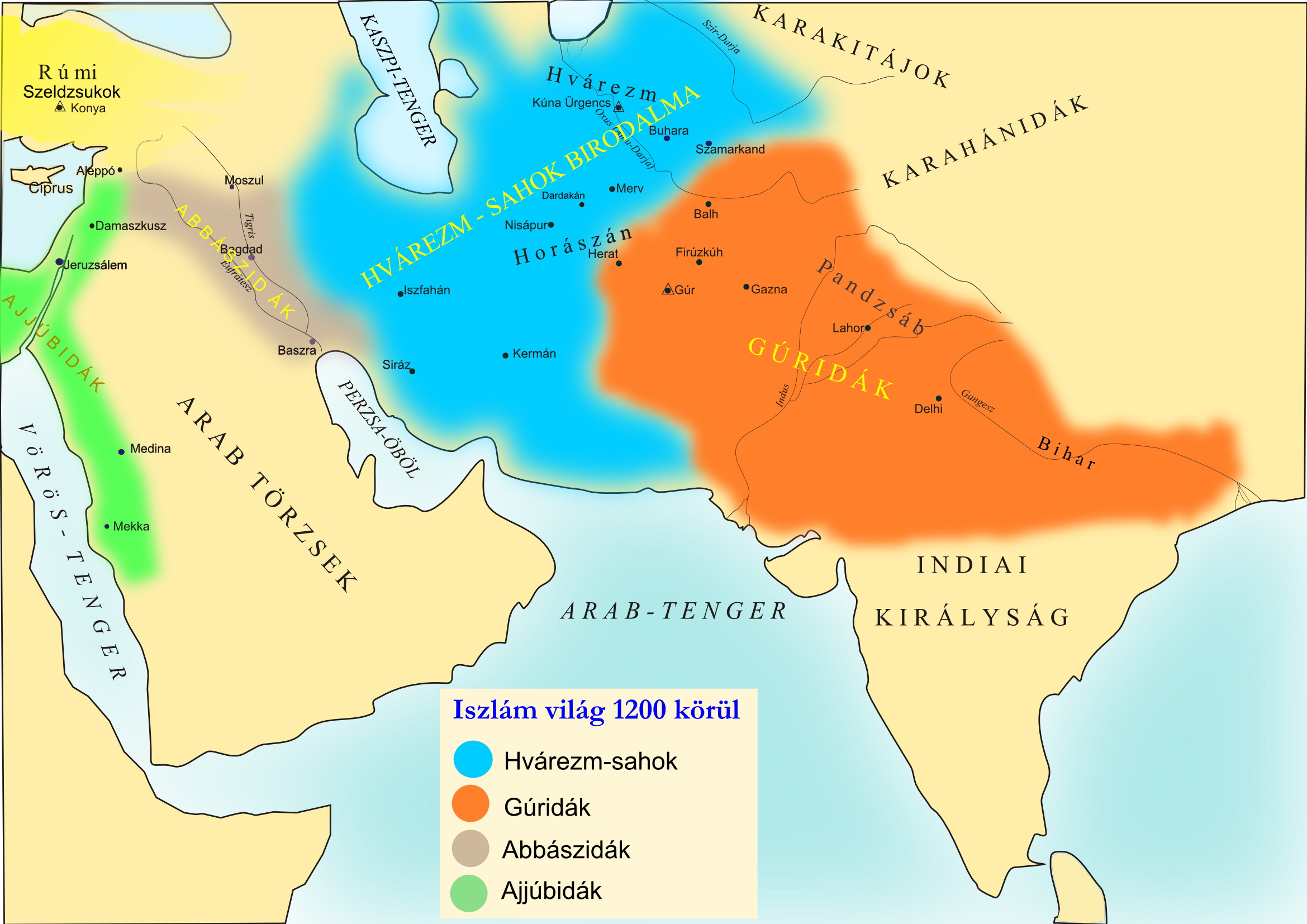
Карта исламского мира около 1200 года. Синим цветом обозначена Хорезмшахская империя, оранжевым — Гуридский султанат

К концу XII века Гуридский султанат под властью соправителей Гийаса ад-Дина и его младшего брата-тёзки Мухаммада Гури достиг пика своего могущества. В 1186 году Гуриды осадили и захватили последнее владение Газневидов — Лахор, положив тем самым конец их династии. После этого, в 1192 году, они одержали крупную победу над войсками Чахаманского царя Притхвираджи III во Второй битве при Тараине, и в результате им открылась дорога во всю долину реки Ганг, куда Мухаммад и его гулямские генералы продвинулись в последующие годы, достигнув в конечном итоге дельты Ганга в Бенгалии. После экспансии на Индийский субконтинент Гуриды начали борьбу с Хорезмшахской империей за господство в Хорасане.
Тем временем в Хорезмшахской империи в 1200 году умирает шах Текеш. Ему наследовал его сын Ала ад-Дин Мухаммед II, однако с этим был не согласен его племянник Хинду-хан, и вскоре между ними началась гражданская война за трон. Этим воспользовались Гуриды, успешно захватив такие хорезмийские владения, как Нишапур, Мерв, Тус и дойдя вплоть до Горгана и Биштама. Далее, в Мерве Гуриды посадили на трон соперника Мухаммеда II, Хинду-хана, который пообещал им принять их подданство, и таким образом за столь короткое время под их контролем оказалась бо́льшая часть Хорасана. Однако вскоре в августе 1200 года Мухаммед II вернул себе трон и, начиная с сентября 1201 года, отбил свои территории у Гуридов после серии вторжений, в том числе в Герат, один из их центров культурного развития Гуридов. Несмотря на эти успехи, шах Мухаммед II всё ещё был в надежде установить тёплые отношения с Гуридами (возможно, чтобы избавиться от засилья Каракитайского ханства), и в связи с этим вскоре он написал их младшему султану письмо, в котором просил его обращаться к нему как к своему сыну, предлагая даже жениться на его мать Теркен-хатун. Однако султан отвергнул его предложения и продолжил совершать набеги на Хорасан.
Примерно в то же время, в 1203 году, в Герате скончался Гийас ад-Дин из-за болезни, и теперь его  брат Мухаммад стал единственным правителем Гуридов. Воспользовавшись отсутствием Мухаммада в Герате на фоне смерти его брата, шах Мухаммед II разгромил гарнизон Гуридов в Герате и захватил город. Однако Мухаммад отбросил его из Мерва и решительно разгромил его к востоку от его столицы Гурганджа. После этого, возможно с целью нанести решающий удар хорезмийцам и полностью аннексировать их империю, Мухаммад осадил их столицу Гургандж. Шах Мухаммед II бежал в Каракитайское ханство и попросил помощи у гурхана Елюя Чжулху. Поскольку Чжулху сам находился во враждебных отношениях с Гуридами после захвата ими в 1198 году Балха, одного из крупнейших его городов, он согласился и послал к нему крупный отряд из 40 тыс. солдат под командованием генерала Тайанку из Таласа вместе с западно-караханидским ханом Усманом ибн Ибрагимом из Самарканда и его двоюродным братом Тадж ад-Дином Бильге-ханом.

## Ход битвы
Из-за враждебной обстановки в Гургандже и наступления каракитайских и караханидских войск Гуриды были вынуждены снять осаду города и начать отступление к своей столице Газни. Каракитайские войска расположились у реки Окс (ныне — Амударья), чтобы настичь отступающих Гуридов.
Войска шаха Мухаммеда II преследовали Мухаммада Гури до Сайфабада, где хорезмийцы нанесли Гуридам значительные потери при Хазар-Сафе, прежде чем их окружил вспомогательный контингент хорезмийцев, маршировавший из Мавераннахра. Гуриды, измученные длительным маршем из Гурганджа, вступили в битву с шахом Мухаммедом в тылу его армии с 20 тыс. кавалерийских солдат у города Андхуд (ныне — Андхой). Многие солдаты Гуридов начали отступать, хотя Мухаммад продолжал возглавлять авангард. Однако он был серьёзно ранен стрелой, и его гулямский генерал Айбек Йоги увёл его в безопасное место в замке между Мервом и Балхом. Большое количество солдат Гуридов, прикрывавших его отступление к замку, было убито, в том числе Насируддин Айтам, губернатор городов Мултан и Уч. По словам средневекового персидского историка Хасана Низами, «из армии ислама [Гуридов] осталось всего несколько человек». Численно превосходящие силы каракитаев и Караханидов в конечном итоге полностью разгромили Гуридов.
Победоносная армия продвинулась дальше и успешно взяла стены замка, в котором укрылся Мухаммад Гури. В это время Усман, который, по словам ещё одного средневекового персидского историка Джузджани, не хотел, чтобы «султан ислама был захвачен неверными», вмешался и попросил Мухаммада Гури провести переговоры с ними и сдать им своё имущество, чтобы спастись живым. Мухаммад согласился на переговоры и заплатил Тайанку крупный выкуп. Таким образом, полностью разгромленному Мухаммаду было позволено благополучно вернуться в свою столицу.

## Последствия
Поражение при Андхуде обернулось катастрофой для престижа Гуридов, которые потеряли контроль над большей частью Хорасана, за исключением Герата и Балха. Мухаммад Гури был вынужден заключить унизительный мирный договор с хорезмийским шахом.
Андхудская катастрофа привела к ряду восстаний по всему Гуридскому султанату. Айбек Бег, гулямский генерал Мухаммада, во время битвы покинул его и захватил Мултан, казнив его временного губернатора Амирдада Хасана. Генерал Хусейн ибн Хармиль, по словам Джузджани, также покинул его во время битвы. Тем не менее, в течение года или около того Мухаммад Гури подавил эти восстания и восстановил стабильность в стране. Затем он приказал построить лодочный мост через реку Окс, чтобы вновь начать вторжение в Мавераннахр и отомстить за своё поражение при Андхуде. Гуридскому губернатору города Бамиан было приказано подготовиться к «священной войне против неверных Туркестана».
Однако в его владения в Соляном хребте произошло ещё одно восстание, организованное индуистским племенем хохарами, которое нарушило сообщение Мухаммада между Лахором и Газни, что вынудило его снова двинуться в Индию. В конечном итоге он нанёс им решающее поражение в ожесточённой битве при Джалуме, однако 15 марта 1206 года на обратном пути он был убит исмаилитами в Дамиаке у реки Инд, которых он преследовал при жизни.
После его смерти его преемник Гийас ад-Дин Махмуд (сын его старшего брата) был вынужден признать сюзеренитет хорезмийского шаха. Хорезмшахская империя примерно за 10 лет дошла до реки Инд, а также захватила западную границу Гуридов, куда входили такие крупные города, как Газни, Кандагар и Кабул. Однако вскоре в 1221 году она была уничтожена монгольским завоевателем Чингисханом.